# 韋爾·曉士
威廉·占士·曉士（英語：William James Hughes；1995年4月7日—）是一名英格蘭足球運動員，司職攻擊中場，現效力於英超球會水晶宮。
曉士曾代表英格蘭青年隊在不同年齡級別參加國際賽，亦是僅次於禾確特為英格蘭U21上陣第二年輕的小國腳。

## 生平

### 早年
曉士生於英格蘭東南部薩里郡，在兩歲時舉家移居到東米德蘭茲德比郡的德比市。他就讀於居所附近的雷普顿学校（Repton School），並代表校隊上陣，在「伦斯堡谢泼德独立学校足球协会」（Rensburg Sheppards ISFA）15歲以下級別決賽對埃塞克斯郡的布伦特伍德（Brentwood）先拔頭籌，但雷普顿於加時賽後以1-3敗陣而屈居亞軍。

### 球會
曉士其後為地區球隊迈克拉奥维银禧（Mickleover Jubilee）參賽，直至2011年夏季加盟打比郡成為首年獎學金球員。他在6-1大勝華素爾的「中央聯賽」首次為預備隊上陣，於70分鐘以後補身份登場，並在「中央聯賽盃」中獲派上陣多兩場。由於在1-0擊敗維爾港預備隊的賽事有「出色」的表現，因而獲得領隊尼祖·哥洛夫的青睞，挑選他進入一隊名單備戰四天後作客對彼德堡的英冠聯賽。曉士於賽事的第90分鐘入替杰米·沃德（Jamie Ward）首次代表一隊登場，當時的比數雙方仍然平手，但在受傷補時的入球讓主隊絕地反擊成功，於先落後兩球最終反勝3-2完場。
2012年2月有傳曼市雙雄曼城和曼聯均對潛質優厚的曉士表示興趣。於（Paul Green）拒絕續約後，尼祖·哥洛夫在2011/2012年球季結束前第二仗對樸茨茅夫將曉士提升上一隊取代其席位，曉士初時留守後備席，直到68分鐘才入替（Theo Robinson）上陣，打比郡以2-1取勝而回；曉士在聯賽煞科日主場1-1賽和彼德堡首次為一隊正選上陣。球季結束後曉士於球隊的頒獎禮獲選「年度最佳獎學金學員」。
於季前熱身賽有出色的表現，領隊尼祖·哥洛夫表示曉士將會在2011/12年球季首場賽事對斯肯索普的英格蘭聯賽盃賽事中正選上陣。2012年9月1日打比郡在主場5-1大勝屈福特，曉士取得升上一隊後的首個入球。他在10月簽署新合約，承諾留隊至2015年夏季。11月10日曉士在對米禾爾於離門20碼射入一度扳平，取得個人第二個入球，但最終仍以1-2落敗而回。在2012年11月，有傳曉士將會轉投英超的阿仙奴、利物浦或曼城，尼祖·哥洛夫否認傳聞，但承認有球會對曉士有興趣是必然的，經常有很多球探在打比郡的賽事觀察曉士作賽。而西甲班霸巴塞隆拿據報亦對曉士進行監察，於他在2012年2月代表英格蘭U17在阿爾加維足球邀請賽（Algarve Tournament）參賽時派出球探詳細記錄他的檔案。在連串出色的演出後，曉士獲選2012年11月「聯賽每月最佳青年球員」。

### 國家隊
2012年1月17日曉士首次獲英格蘭U17徵召參賽在2012年2月舉行的阿爾加維足球邀請賽（Algarve Tournament），一同入選還有他的隊友（Mason Bennett），曉士在整項賽事全部3場賽事均有上陣，而英格蘭亦以3戰得7分贏得賽事的冠軍。2012年2月4日2-2賽和荷蘭U17的賽事中曉士射入1球。曉士亦有入選英格蘭U17參賽2012年歐洲U-17足球錦標賽外圍賽精英賽，但英格蘭於小組3戰1勝2負僅得3分未能出線決賽週，英格蘭於最後一戰0-4負於西班牙而雙雙出局。
2012年8月曉士獲英格蘭U19挑選進入於9月對德國U19的友誼賽的備選名單。
2012年11月13日曉士首次代表英格蘭U21在對北愛U21的友誼賽中上陣，他於68分鐘入替麦克伊克兰，成為英格蘭U21歷來第二最年輕的上陣球員，僅次於禾確特。

## 比賽風格
曉士被形容為「天才球員」，在進攻位置利用穿越式傳球及迷宮式奔跑為隊友製造空位及擊倒對方防線，但他亦會協助防守工作。曉士在接受英国广播公司專訪時談及他的踢法模仿巴塞隆拿和西班牙國腳正中場沙維及恩尼斯達，並表示他的強項是傳球及技術，但須要加強步伐及體能。

## 榮譽

### 俱乐部
水晶宫
- 英格兰足总杯冠軍：2024–25[29]
- 英格蘭社區盾冠軍：2025[30]

個人
- 聯賽每月最佳青年球員：2012年11月；
- 打比郡年度最佳獎學金學員：2011/12年；

## 外部連結
- Soccerway資料庫：韋爾·曉士
- 足球数据库：韋爾·曉士的球员统计数据
- 韋爾·曉士簡歷@dcfc.co.uk